# Средні Раденці
Средні Раденці (словен. Srednji Radenci) — поселення в общині Чрномель, Південно-Східна Словенія, Словенія. Висота над рівнем моря: 189,7 м.